# Courge cireuse
Benincasa hispida
Espèce
Classification phylogénétique
La courge cireuse (Benincasa hispida) est une espèce de plante à fleurs de la famille des Cucurbitacées, principalement cultivée en Asie du Sud-Est et en Asie Orientale comme plante potagère. Son fruit comestible se conserve tout l'hiver d’où son nom local de courge d'hiver.
Sur la base du séquençage effectué en 2023 sur 26 cultivars de courge cireuse et 5 de tinda, Benincasa hispida (Thunb.) Cogn. est monotypique (une seule espèce dans le genre Benincasa), le genre Praecitrullus est un genre distinct avec le tinda (Praecitrullus fistulosus (Stocks) Pangalo) melon rond indien, génétiquement sensiblement distinct. Les 2 espèces ne sont pas interfécondes.

## Dénomination
Le terme courge cireuse désigne la plante et le fruit. Benincasa hispida (Thunb.) Cogn., ex . Benincasa cerifera. Gaetano Savi a donné le nom botanique de la plante  en souvenir de Giuseppe Benincasa directeur du jardin botanique de Pise de 1591 à 1595 . Hispida signifie hérissé de poils, cerifera : cireuse; d'où le nom commun occidental.
Courge cireuse, melon d'hiver au Canada, courge à la cire, bidao, bénincasa, pastèque de Chine, gourde cireuse chinoise. Allemand: Wachskürbis, anglais winter melon, ash gourd, wax gourd, espagnol calabaza blanca, portugais du Brésil où elle est principalement produite Abóbora-d'água, potiron d'eau.
En Asie : courge d'hiver. Chinois 冬瓜 (Dōngguā) Tung-kua, kua d'hiver littéralement melon d'hiver, qui donne le japonais トウガン (Tōgan) toogan,.

## Description

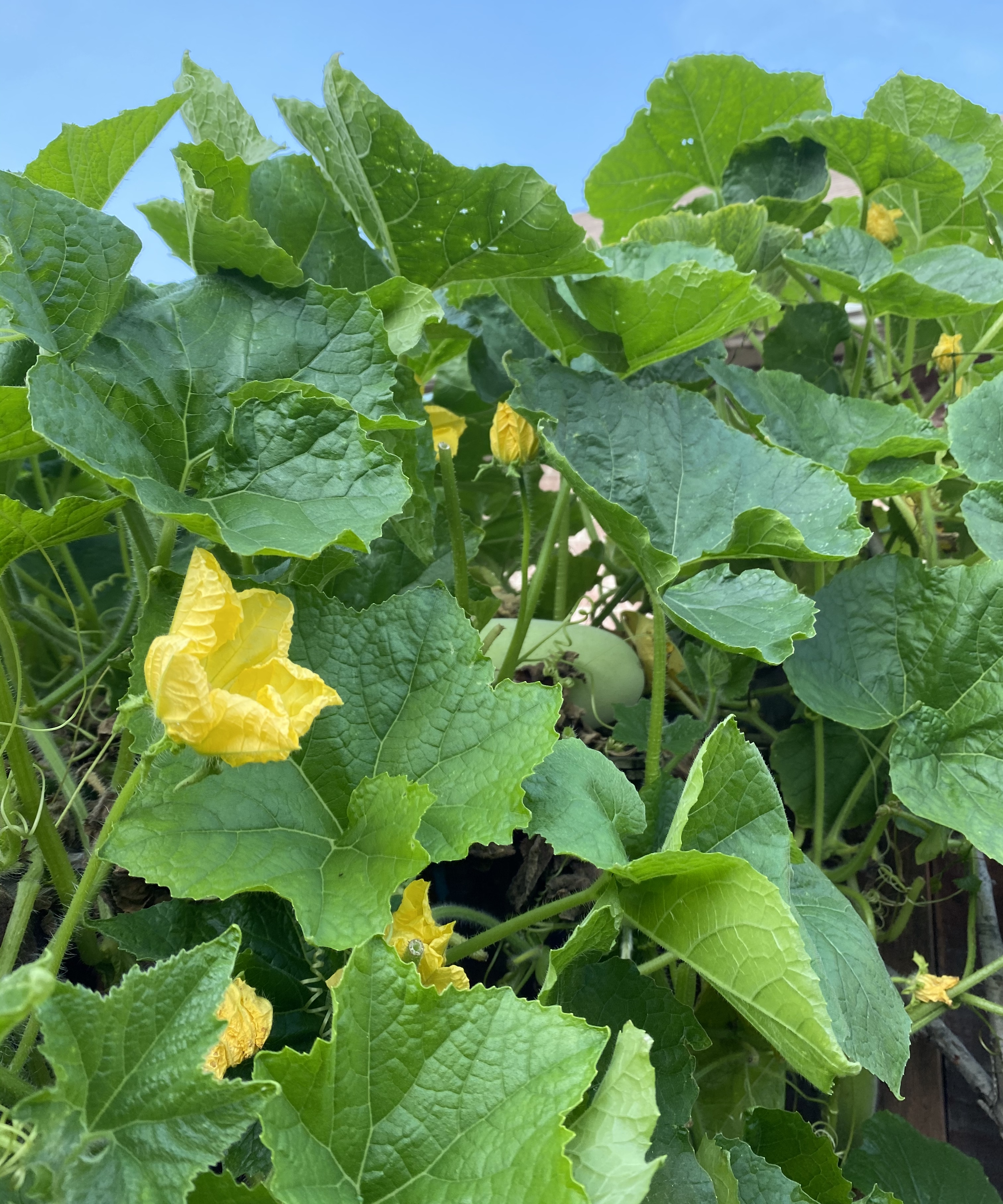
Feuilles et fleurs.

C'est une plante herbacée annuelle rampante ou grimpante qui peut atteindre 6 m de long. Les feuilles sont grandes de 10 à 25 cm de long et de large, entières, à nervation palmée, formant cinq lobes arrondis peu marqués. Elles sont de couleur verte marbrée de blanc et veloutées.
Les fleurs à sexes séparés (plante monoïque), solitaires, grandes, sont jaunes avec 5 sépales lancéolés dentés et recourbés.
Les fruits sont de forme sphérique, ovoïde, allongée ou cylindrique. Ils mesurent jusqu'à 80 cm de long et 25 cm de diamètre. À maturité, ils sont recouverts d'une pilosité blanchâtre et d'une cire qui produit une efflorescence à reflets bleutés qui ont valu ses noms à la plante. Sous lumière solaire, ces micro poils ont une activité  photocatalytique qui peut être utilisée pour la production de nanoparticules (2019). Les poils peuvent être urticants, on les supprime en frottant la courge avec un chiffon, ce qui rend la courge brillante, comme cirée . La chair est blanche, ferme, sans saveur à maturité, de texture croquante. Les graines sont nombreuses, aplaties, ovoïdes-allongés et mesurent 1 cm de long.

### Génome
Les 12 chromosomes de la courge cireuse représentent un caryotype ancestral des cucurbitacées, Benincasa hispida est étroitement lié à Cucumis, Citrullus et Lagenaria en tant que groupe frère (2021). Le génome de référence (séquençage des 30 cultivars de courge cireuse par Wenlong Luo et al.) au niveau chromosomique a été reconstitué et publié en 2023 avec 37 092 gènes codant pour des protéines dont 85,05 % annotés fonctionnels. Il est disponible sur GWH.

## Origine et distribution
La plus ancienne trace de culture de courge cireuse est dans le site néolithique de Kana en Nouvelle Guinée , 
Deux centres de domestication sont actuellement supposées : le sud du sud-est chinois (Yunnan) et le nord-est du Laos - zones de forte biodiversité des cultivars  - ainsi que le sud-est du Népal.
Introduite en Amérique par les Chinois, elle n'y connaît pas un grand succès.

## Culture
La courge cireuse exige un climat chaud, le climat méditerranéen chaud (Europe du Sud et Afrique du Nord) lui convient, elle a été cultivée en serre en Grande-Bretagne . Les graines y sont forcées en mars et les plantules repiquées en avril.
Les conditions de cultures sont comparables aux courges et melons (sol riche, arrosage régulier, pH neutre) et le fruit doit être protégé du soleil direct.

Dans l'hémisphère nord la récolte se fait en fin septembre, début octobre en climat chaud, d'avril à décembre en climat subtropical. Le stockage en cave (10°) permet de conserver le fruit tout l'hiver.

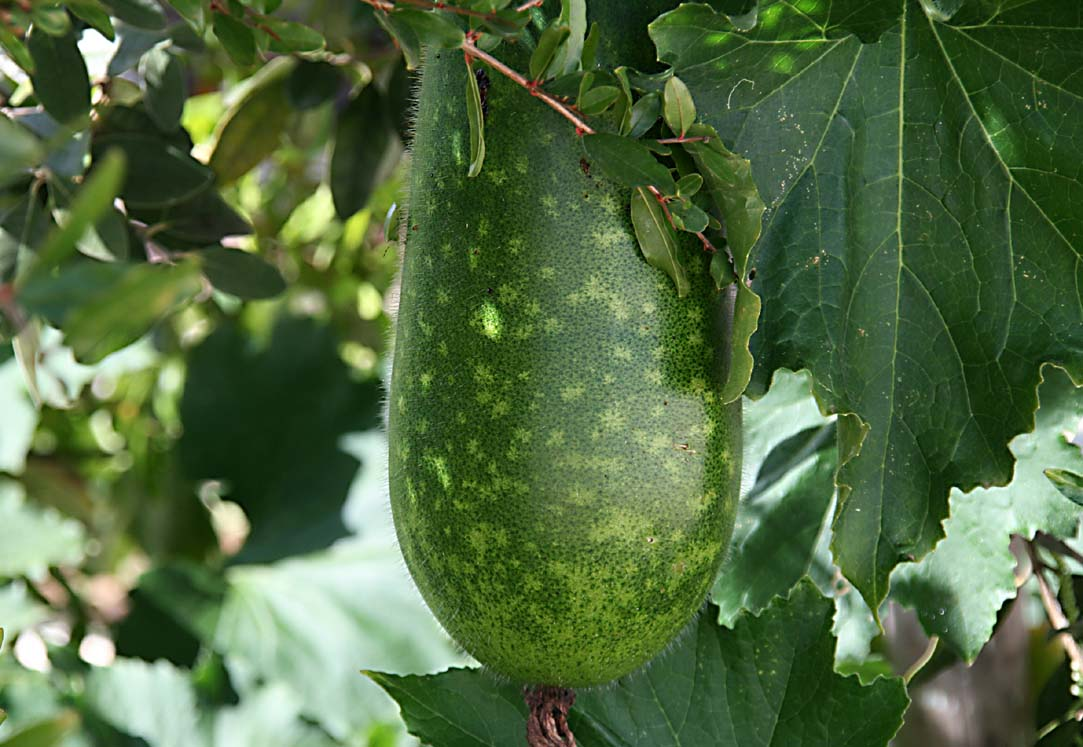
Courge cireuse d'Okinawa.

### Cultivars
Les cultivars asiatiques les plus courants sont : 
- La courge cireuse ronde (Marutougan マルトウガン au Japon), la courge cireuse longue (Nagatougan ナガトウガン)
- La courge cireuse d'Okinawa
- Le cultivar tardif très pruineux et rond Daimaru

## Utilisation
La courge cireuse est utilisée en médecine traditionnelle et comme aliment. 

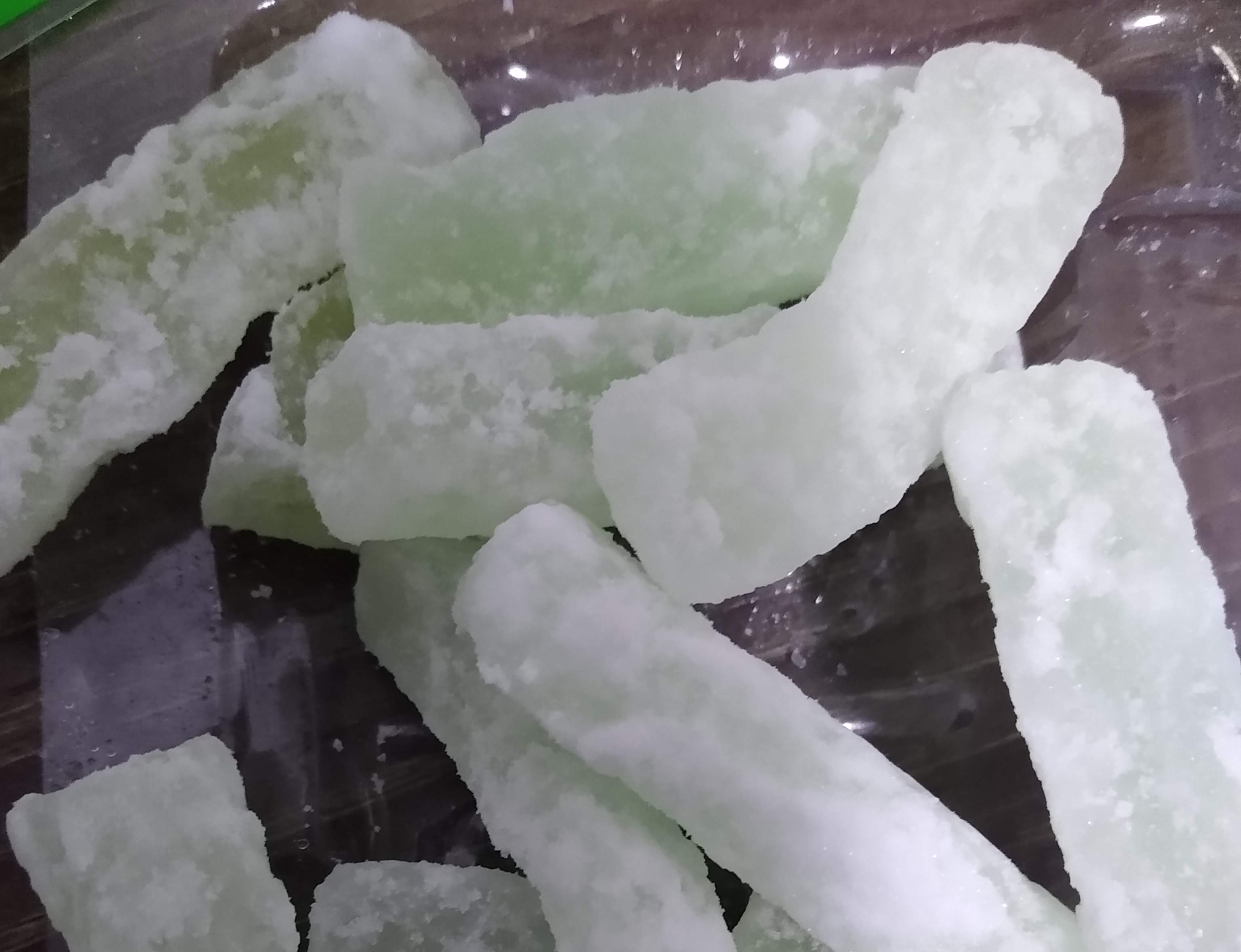
Courge cireuse confite.

Le fruit se récolte soit immature (dans la semaine qui suit la floraison)  soit à complète maturité. Immature et jeune il a une saveur délicieuse, plus forte et plus distinctive que celui de la courge. A maturité, la pulpe et les graines se consomment crues ou cuites, les pousses, vrilles, et les feuilles peuvent également être consommées comme légumes.

### Nutrition
- Le fruit : la pulpe contient 96 % d'eau, elle est très peu calorique (13 calories pour 100 g), pauvre en hydrates de carbone (3 % en poids), et riche en fibres (0,5 % en poids), le principal minéral contenu est le Potassium: 111 mg pour 100 g..

- Les graines :  Le contenu brut en graisse est de 11,6 % (protéines 20,7 %) avec un faible taux d'acides gras saturés, l'huile de graine de courge cireuse contient 67,4 % d'acide linoléique, 17,1 % d'acide palmitique, 10,2 % d'acide oléique et 4,8 % d'acide stéarique[19].

### Cuisine et boissons
La pulpe se mange crue, se prépare en cornichon au vinaigre, ou cuite :  

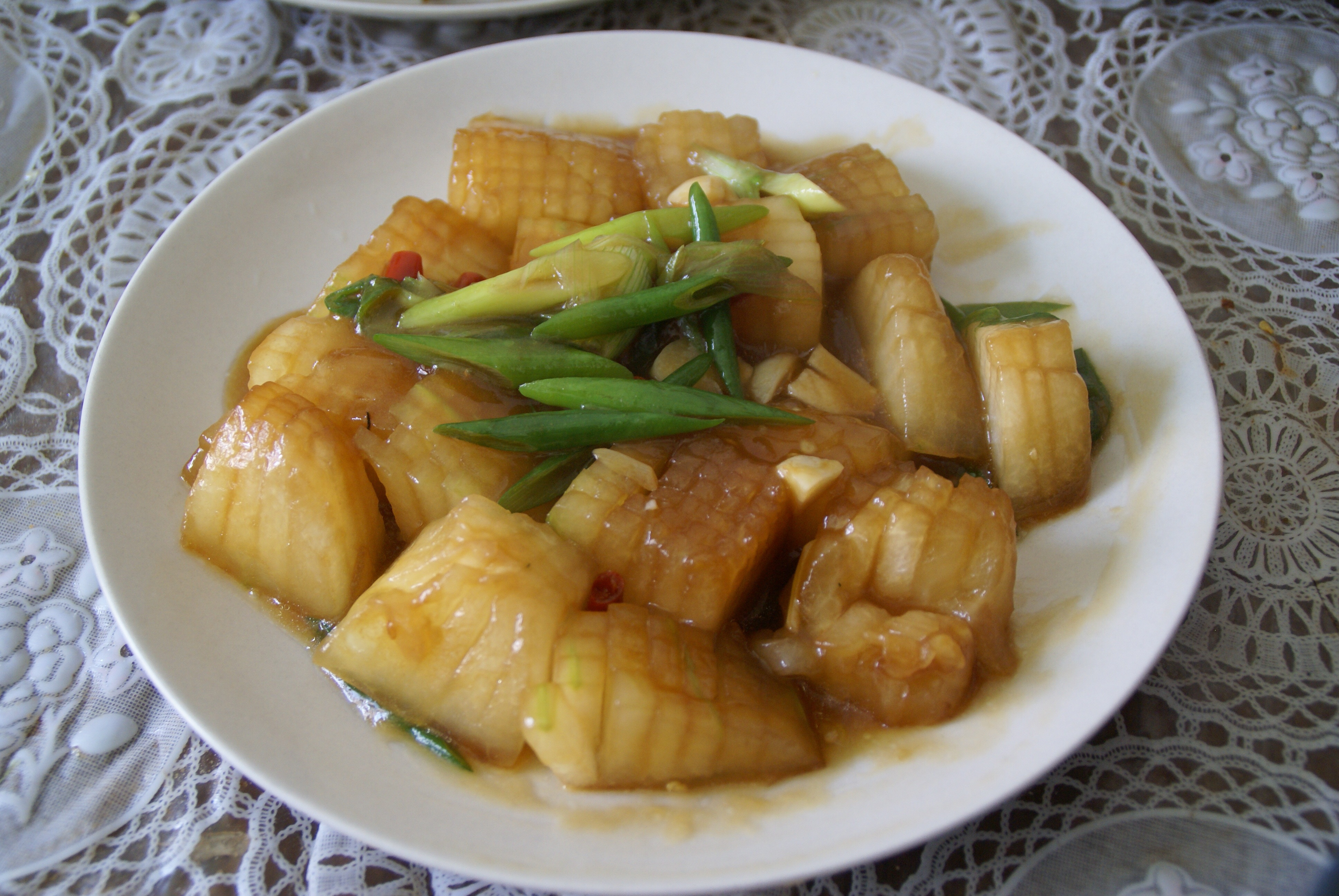
Melon d'hiver en cristal : avec un bouillon.

- en cuisine salée elle se cuit sautée, étuvée ou braisée, à la vapeur, au bouillon ou dans les soupes. Elle prend facilement le gout du milieu de cuisson, ce qui en fait tout l'intérêt culinaire. Il existe des centaines de présentations à travers l'Asie : currys, soupes, fritures et tenpura. La soupe de courge cireuse est souvent faite avec du porc en Chine et au Vietnam, la courge sert également de contenant pour présenter la soupe. 水晶冬瓜 (Shuǐjīng dōngguā) Melon d'hiver en cristal (translucide, transparent) est un classique de courge cireuse cuite dans un bouillon aromatisé aux crevettes et aux champignons dont elle prend le gout[20], il se fait aussi fermenté[21].
- Le gâteau de lune traditionnel des fêtes de mi-automne se fait au melon d'hiver dans le Sichuan 冬瓜月饼 (Dōngguā yuèbǐng) croustillants à l'extérieur et moelleux à l'intérieur[22].

- en cuisine sucrée, confite, elle constitue une sorte de bonbon chinois du nouvel an et entre dans la composition de la farce des bakpia philippins ou des gâteaux à l'ananas taïwanais[23].

La texture ne se perd pas, la tenue à la cuisson est excellente.

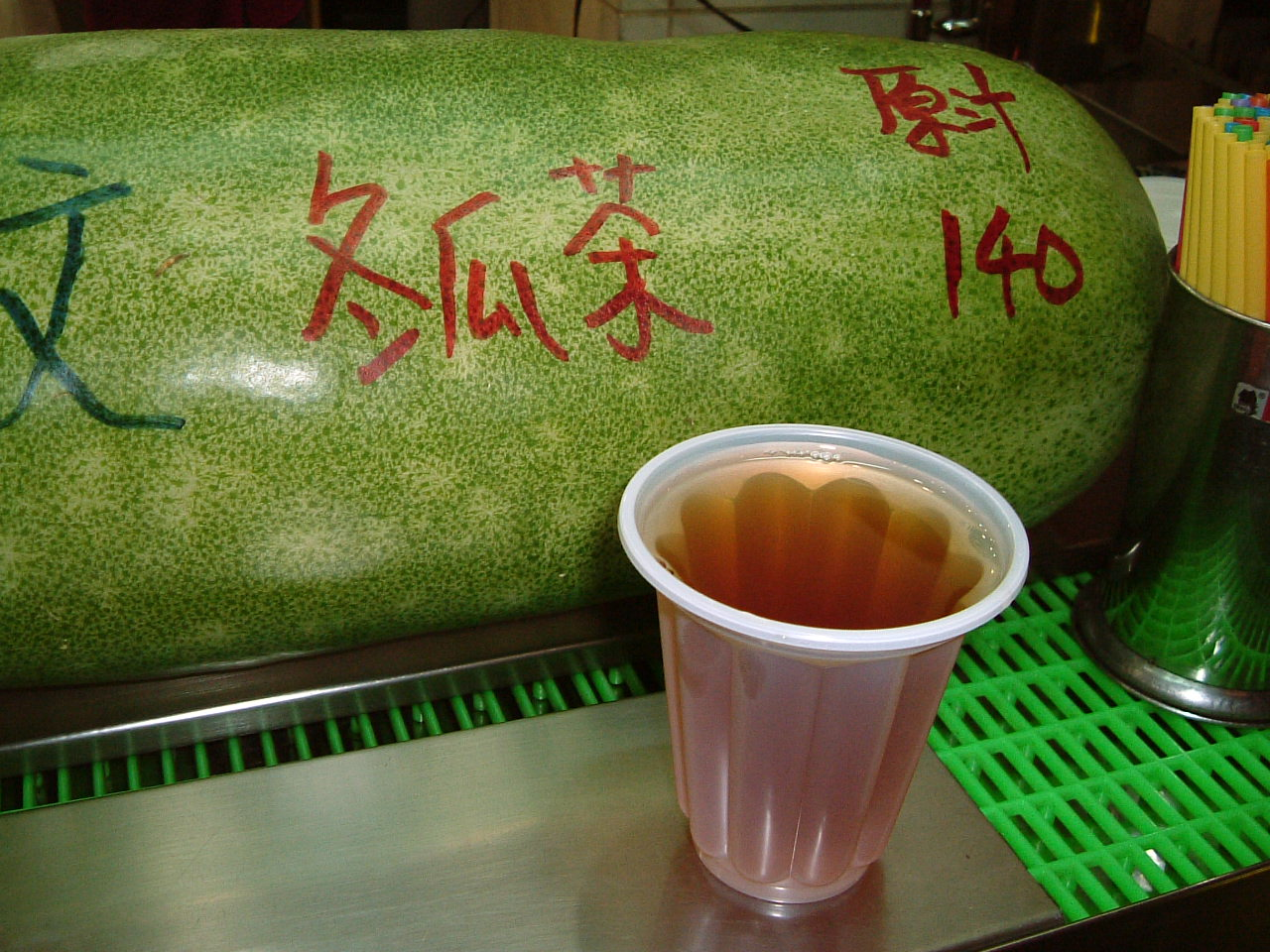
冬瓜茶 - Dōngguā chá. Thé au melon d'hiver.

Le winter melon tea, punch à la courge cireuse, est une boisson douce et fruitée populaire en Asie de l'est, servie fraîche ou chaude. Il s'agit d'une liqueur de courge cireuse (macération de 1,5 kg de courge cireuse, 250 g de sucre brun et 50 g de sucre candi pendant une heure, qu'on fait bouillir puis cuire 2 h à feu doux) diluée avec 75 % d'eau fraîche.. Il est présenté sous forme de pâte séchée, le thé de melon d'hiver est réputé désaltérant.

### Thérapeutique
En pharmacologie, une étude irakienne (2013) dresse une longue liste des utilisations traditionnelles  , une publication indienne (2019) fait la synthèse des publications académiques. Les cinq substances bioactives les plus présentes sont les flavonoïdes , les alcaloïdes, les tanins , les saponines et les phénols qui ont des propriétés antioxydantes, anticancéreuses et antivirale, en modèle murin l'extrait prévient la neuro-degénérescence, les problèmes de mémoire et l'anxiété. En modèle murin encore un effet anti-ostéoporose de l' extrait de Benincasa hispida et de l'acide 2-furoïque prévient la résorption osseuse et favorise la formation osseuse.

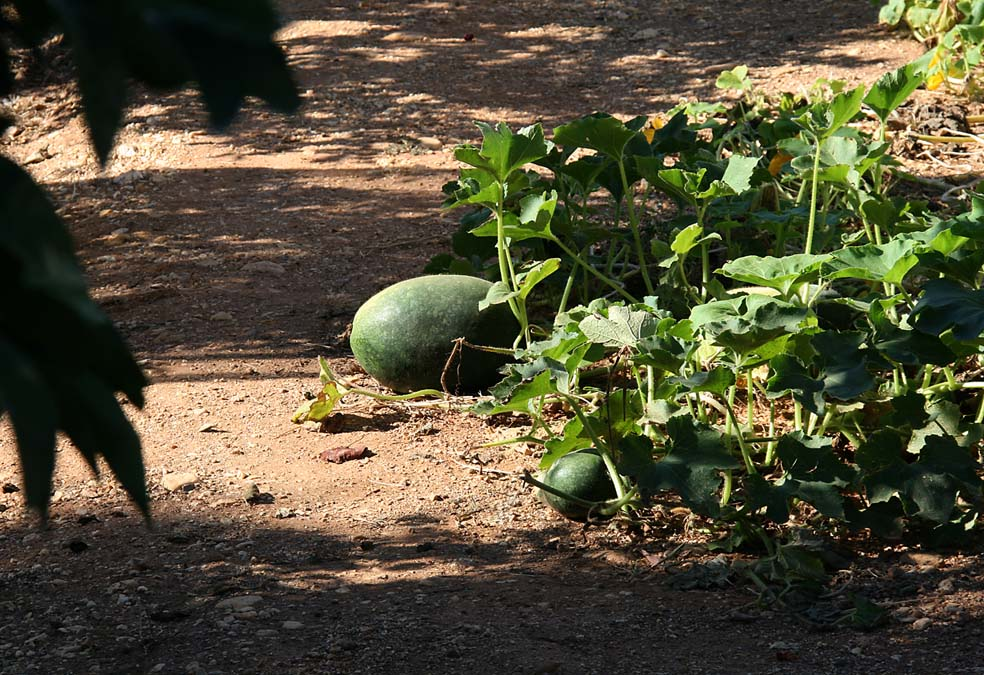
Courge cireuse.

En médecine traditionnelle la courge cireuse est reconnue comme anti-diarrhéique, anti-obésité, anti-ulcère, antioxydante (démontré chez le rat ) et diurétique. Selon la publication indienne des activités anti-ulcéreuse , diurétique, neuropsychopharmacologie, antioxydante, anthelminthique, anti-hyperlipidémiques et anti-obésité ont été mises en évidence dans le modèle animal.
En médecine ayurvédique, le fruit, source de triterpènes, phénols, stérols et glycosides est utilisé pour le traitement de l'épilepsie et des ulcères .
En médecine chinoise traditionnelle, le fruit et la graine sont utilisés dans le traitement de l'hypertension et de l'inflammation, les publications chinoises lui accordent des effets protecteurs contre les maladies cardio-vasculaires et les cancers .